# Freddie Crittenden
Freddie Crittenden (* 3. August 1994 in St. Louis, Missouri) ist ein US-amerikanischer Leichtathlet, der sich auf den 110-Meter-Hürdenlauf spezialisiert hat.

## Sportliche Laufbahn
Freddie Crittenden wuchs in Utica in Michigan auf und studierte ab 2013 an der Syracuse University im Bundesstaat New York. Erste internationale Erfahrungen sammelte er 2014, als er bei den U23-NACAC-Meisterschaften in Kamloops in 13,89 s den vierten Platz über 110 Meter Hürden belegte. 2016 siegte er dann in 13,53 s bei den U23-NACAC-Meisterschaften in San Salvador und 2017 schloss er sein Studium ab. 2019 gewann er bei den Panamerikanischen Spielen in Lima in 13,32 s die Silbermedaille hinter dem Barbadier Shane Brathwaite und zuvor siegte er bei den IAAF World Relays in Yokohama in 54,96 s in der Hürden-Pendelstaffel. Im August wurde er beim Meeting de Paris in 13,17 s Dritter. 2020 siegte er in 13,31 s beim 56. Palio Città della Quercia und wurde bei der Golden Gala Pietro Mennea in 13,31 s Dritter. 2022 siegte er in 13,31 s beim Music City Track Carnival Festival sowie in 13,00 s bei den NACAC-Meisterschaften in Freeport. Zudem siegte er in 13,22 s bei der Hungarian GP Series – Budapest. 2023 erreichte er bei den Weltmeisterschaften in Budapest das Finale und belegte dort in 13,16 s den vierten Platz. 2024 wurde er beim Prefontaine Classic in 13,16 s Dritter und bei den US-Olympic Trials verbesserte er seine Bestleistung auf 12,93 s. Im August nahm er an den Olympischen Sommerspielen in Paris teil und belegte dort in 13,32 s im Finale den sechsten Platz.
2023 wurde Crittenden US-amerikanischer Hallenmeister im 60-Meter-Hürdenlauf.

## Persönliche Bestzeiten
- 110 m Hürden: 12,93 s (+2,0 m/s), 28. Juni 2024 in Eugene
  - 60 m Hürden (Halle): 7,49 s, 18. Februar 2023 in Albuquerque